# Lillåsjön
Lillåsjön är en sjö i Nordmalings kommun i Ångermanland och ingår i Öreälvens huvudavrinningsområde.